# Casale Corte Cerro
Casale Corte Cerro är en ort och kommun i provinsen Verbano Cusio Ossola i regionen Piemonte i Italien. Kommunen hade 3 466 invånare (2018).